# Monastero di Cimiez

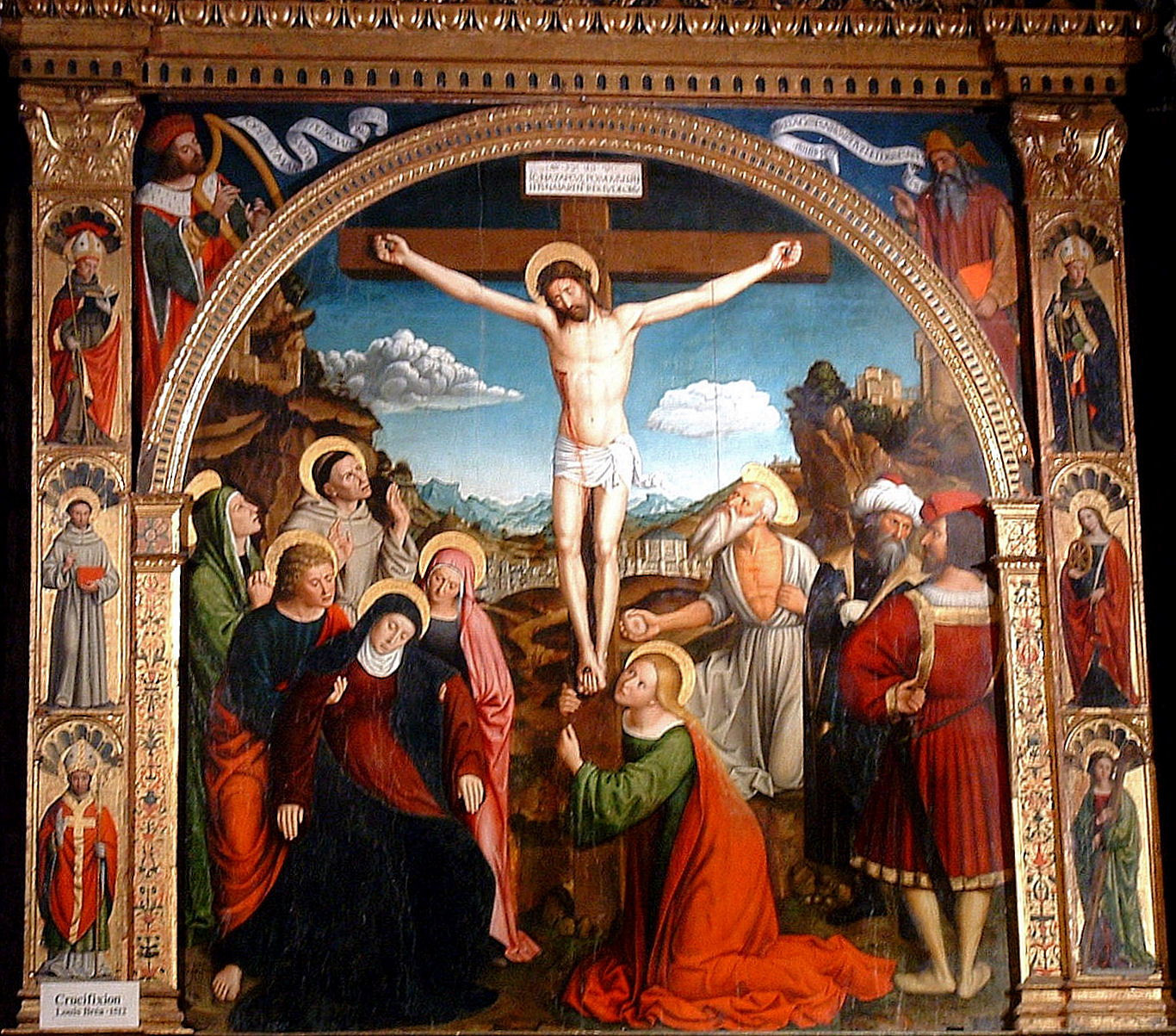
Ludovico Brea, Crocifissione

Il monastero di Cimiez (Monastère de Cimiez in francese, Monastero di Cimella in italiano, ormai desueto) è un luogo di culto cattolico situato nell'omonimo quartiere della città francese di Nizza. 
Il monastero è stato iscritto al registro dei monumenti storici il 4 giugno 1993 mentre il giardino ed il cimitero il 19 maggio 1994.

## Storia
Fondato dai benedettini Il monastero attorno al IX secolo venne in seguito danneggiato o distrutto dai Saraceni e fu nuovamente riedificato nel XI secolo dai monaci dell'Abbazia di San Ponzio di Nizza, fondata verso il IX secolo dal vescovo Siagrio di Nizza e dai monaci dell'abbazia di Lerino.

## Descrizione
Il complesso è costituito dalla chiesa "Nostra-Signora dell'Assunzione" (XV secolo) e del Museo francescano che illustra la vita dei francescani a Nizza a partire dal XIII secolo. Dal 1546 è abitato dai francescani che sono anche i responsabili della parrocchia di Santa Maria degli Angeli. Oggi vi risiede una fraternità di quattro frati venuti dalla Porziuncola di Assisi che assicura il servizio pastorale nella parrocchia di Cimez Al suo interno si possono ammirare tre dipinti maggiori del primitivo nizzardo Ludovico Brea: una Pietà, la Crocifissione, e la Deposizione. Il magnifico giardino che circonda il complesso religioso, è l'antico orto dei monaci. I pittori Henri Matisse e Raoul Dufy ed il premio Nobel per la letteratura 1937 Roger Martin du Gard, sono seppelliti nel cimitero monumentale attiguo il monastero.
All'interno dell'accogliente quadro offerto dal chiostro del monastero, in occasione delle notti musicali nizzarde si svolgono dei concerti di musica classica.